# Inmara Henríquez
Inmara Tibisay Henrriquez González (Naguanagua, Venezuela, 23 de septiembre de 1981) es una halterófila venezolana. Compitió en los Juegos Olímpicos de Londres 2012 en el evento de 53 kg femenino, quedando en décimo lugar.